# J. League
La J. League (Jリーグ J Rīgu?), o Japan Professional Football League (日本プロサッカーリーグ Nihon Puro Sakkā Rīgu?), es la liga de fútbol profesional de Japón incluyendo la primera división J1 League, la segunda división J2 League y la tercera división J3 League. La J1 League es una de las ligas más exitosas en el fútbol asiático. Actualmente está patrocinada por Meiji Yasuda Life y por lo tanto es oficialmente conocida como Meiji Yasuda J. League.

## Historia
Para la historia detallada de la J2 League, véase J2 League § Historia.

### Antecedentes y creación de la J. League
| Equipo               | Ciudad          | Nombre anterior     | Campeonato        |
| -------------------- | --------------- | ------------------- | ----------------- |
| Verdy Kawasaki       | Kawasaki        | Yomiuri S. C.       | 1ª División (1º)  |
| Yokohama F. Marinos  | Yokohama        | Nissan S. C.        | 1ª División (2º)  |
| Gamba Osaka          | Osaka           | Matsushita Electric | 1ª División (5º)  |
| Sanfrecce Hiroshima  | Hiroshima       | Mazda S. C.         | 1ª División (6º)  |
| JEF United           | Chiba           | JR Furukawa F. C.   | 1ª División (7º)  |
| Yokohama Flügels     | Yokohama        | ANA Club            | 1ª División (8º)  |
| Urawa Red Diamonds   | Urawa (Saitama) | Mitsubishi Motors   | 1ª División (11º) |
| Nagoya Grampus Eight | Nagoya          | Toyota Motor S. C.  | 1ª División (12º) |
| Kashima Antlers      | Kashima         | Sumitomo S. C.      | 2ª División (2º)  |
| Shimizu S-Pulse      | Shizuoka        | -                   | (Nuevo equipo)    |

Antes de que existiera la J. League, la principal categoría del fútbol japonés era la Japan Soccer League (JSL), un torneo semiprofesional que se fundó en 1965. Cada uno de los equipos representaba a una corporación empresarial y los jugadores eran oficialmente sus empleados. En 1972 se creó una segunda división y se estableció un sistema de ascensos y descensos. Sin embargo, la asistencia a los estadios era muy baja y el interés del aficionado nipón por este deporte se centró en otras competiciones, como las finales de la Copa del Emperador o la Copa Intercontinental.
La selección japonesa nunca se había clasificado para una Copa Mundial de Fútbol y aunque tuvo éxitos puntuales, como una medalla de bronce en los Juegos Olímpicos de México 1968, su nivel era muy inferior al de otros estados asiáticos. En la década de 1970 hubo dos pasos importantes para el profesionalismo del fútbol en el país: la llegada de jugadores extranjeros, normalmente brasileños de ascendencia nipona, y el fichaje del centrocampista Yasuhiko Okudera por el 1. FC Colonia alemán en 1977, el primero de un japonés por un equipo internacional.
Para incrementar el nivel futbolístico y el interés por este deporte, la Asociación Japonesa de Fútbol impulsó en 1992 la creación de la «Liga de Fútbol Profesional de Japón», conocida como J. League. Su primer presidente fue Saburō Kawabuchi. Al igual que en el campeonato surcoreano, se optó por un torneo cerrado y la inclusión de nuevos participantes dependía de unas estrictas condiciones: los equipos debían ser independientes de la empresa que les patrocinaba, tener un estadio con capacidad para más de 15.000 espectadores, jugar encuentros en otras ciudades si era necesario, y contar con apoyo financiero y de las administraciones locales.
La J. League contó con diez fundadores: ocho de la primera división de la JSL, uno de segunda (Kashima Antlers) y una franquicia de nueva creación (Shimizu S-Pulse) para la prefectura de Shizuoka. El primer torneo con los nuevos clubes profesionales fue la Copa J. League de 1992, donde el Verdy Kawasaki se impuso en la final al Shimizu.

### Primeros años de existencia

Antiguo logo

La temporada inaugural de la J. League comenzó el 15 de mayo de 1993 con un partido entre Verdy Kawasaki y Yokohama Marinos, disputado en el Estadio Olímpico de Tokio. La competición siguió un sistema de liga de Apertura y Clausura, en las que el campeón de cada ronda era el equipo con más victorias. No había puntos ni se contemplaba el empate; si al final del tiempo reglamentario el marcador estaba igualado, se iba a una prórroga con gol de oro o a los penaltis. Si un equipo ganaba las dos fases se proclamaba vencedor, pero en el caso de haber un ganador en cada ronda, ambos disputaban una final a ida y vuelta que decidiría al campeón definitivo. Verdy Kawasaki ganó la primera liga, en una final ante Kashima Antlers.
Para atraer al público y consolidar el fútbol como deporte de masas, los equipos contrataron a importantes estrellas internacionales, muchos de ellos en el ocaso de su carrera. El mayor emblema fue Zico, que con 38 años fichó por Kashima Antlers y se convirtió en su capitán, pero también llegaron otros como el argentino Ramón Ángel Díaz (Yokohama Marinos) o Pierre Littbarski (JEF United). En otros casos, los propios futbolistas japoneses regresaban a su país para competir en el nuevo torneo, siendo el más célebre Kazuyoshi Miura en Verdy Kawasaki. Además, se logró que la televisión retransmitiera partidos a nivel nacional.
A pesar de que la selección japonesa no consiguió clasificarse para la Copa Mundial de 1994, la liga japonesa tuvo una buena acogida y se hizo una asistencia media de 16.000 espectadores por partido en la primera temporada. Esto suscitó el interés de otros clubes, que se reconvirtieron al profesionalismo y reclamaron una plaza de expansión. La organización aumentó el número de participantes a doce en 1994 (Júbilo Iwata y Bellmare Hiratsuka), catorce en 1995 (Kashiwa Reysol y Cerezo Osaka) hasta llegar a los dieciocho en 1998. El torneo continuó acogiendo a internacionales de renombre como Guido Buchwald y Txiki Begiristain (Urawa), Salvatore Schillaci y Dunga (Iwata), Dragan Stojković (Nagoya), Julio Salinas (Marinos), Michael Laudrup (Vissel Kobe) o Hristo Stoichkov (Kashiwa), entre otros.
En 1996, Japón y Corea del Sur obtuvieron la organización de la Copa Mundial de Fútbol de 2002, lo que disparó aún más la fiebre en el país por ese deporte. La selección consiguió clasificarse por primera vez en su historia para el Mundial de Francia 1998 tras derrotar a Irán en la fase final, y después del evento comenzó a exportar jugadores a las competiciones europeas, con el fichaje de Hidetoshi Nakata al Perugia Calcio italiano como punto de inflexión.
Pero el interés por la J. League decayó con el paso del tiempo, pues la media de asistencia a los estadios y las audiencias de televisión habían descendido. Para recuperar atractivo, el campeonato introdujo un sistema en el que se otorgaban más puntos dependiendo de cómo se lograra la victoria (tres en tiempo reglamentario, dos en la prórroga y uno en los penaltis). Pero no remontó su situación y algunos equipos comenzaron a sufrir problemas económicos, debido a los altos sueltos que pagaban a los extranjeros y a la desinversión de algunos patrocinadores. El mayor reflejo de esta crisis fue la desaparición del Yokohama Flügels en enero de 1999, absorbido por sus rivales del Yokohama Marinos.

### Etapa de consolidación
Para conseguir un sistema de ligas viable, la organización de la J. League desarrolló un plan a largo plazo para el profesionalismo e impuso nuevas condiciones de participación. Los clubes estaban ahora obligados a promover el deporte en su comunidad, crear categorías inferiores, conseguir el apoyo de empresas locales y estar registrados como corporaciones dedicadas en exclusiva al fútbol. Además, se restringió el número de extranjeros que podía tener cada plantilla.
En 1999 se creó de una segunda categoría, la J. League Division 2. En su primera temporada estuvo formada por diez clubes: nueve procedentes de la antigua Japan Football League (JFL), convenientemente reconvertidos al profesionalismo, y el perdedor del torneo de permanencia, el Consadole Sapporo. Su puesta en marcha estableció un sistema de ascensos y descensos, similar al de las ligas europeas. Además, rebajó las exigencias para optar a una plaza de expansión, por el que las ciudades más pequeñas podían contar con equipo sin demasiado gasto. Los aspirantes al sistema profesional debían inscribirse como «miembro asociado» (J. League Associate Membership) y quedar al menos en cuarta posición de la JFL. Ese mismo año se introdujo por primera vez el empate, si bien la prórroga con gol de oro se mantuvo hasta 2003. La competición continuó siendo un torneo de Apertura y Clausura con final hasta 2004.
A comienzos de 2005 se aumentó el número de participantes a dieciocho y se adoptó el formato de todos contra todos, similar al de las ligas europeas. La cantidad de clubes descendidos también creció de 2 a 2,5, con el antepenúltimo enfrentando en la serie de ascenso/descenso al equipo ubicado en tercer puesto de la J2. Desde entonces, con excepción de ajustes menores, la máxima categoría se ha mantenido constante.
Los equipos japoneses no tomaron la Liga de Campeones asiática seriamente durante los primeros años, en parte debido a las distancias que tenían que recorrer y los clubes que la disputaban. Sin embargo, en la Liga de Campeones 2008, tres conjuntos japoneses llegaron a cuartos de final.
En los últimos años, con la inclusión de la A-League en Asia oriental, la introducción de la Copa Mundial de Clubes de la FIFA y el aumento de la competitividad en el continente asiático, tanto la liga como los clubes prestaron más atención a la competición asiática. Por ejemplo, Kawasaki Frontale acumuló una notable base de aficionados en Hong Kong, debido a su participación en la Liga de Campeones de la AFC durante la temporada 2007. El esfuerzo continuo llevó al éxito a Urawa Red Diamonds en 2007 y a Gamba Osaka en 2008. Gracias a la excelente gerencia de la liga y a la competitividad en el torneo asiático, la AFC premió a la J. League como la mejor liga y con un total de cuatro cupos a partir de 2009. La liga tomó esto como una oportunidad para vender derechos de transmisión de televisión a países extranjeros, especialmente en Asia.
También, a partir de 2008, al ganador de la Copa del Emperador le fue permitido participar inmediatamente en la próxima temporada de la Liga de Campeones, en lugar de esperar un año entero (por ejemplo, el ganador de la Copa del Emperador 2005, Tokyo Verdy, participó en la ACL de 2007 en lugar de hacerlo en la de 2006). Con el fin de solucionar este problema de retraso de un año, el cupo del campeón de la Copa del Emperador 2007, correspondiente a Kashima Antlers, fue cancelado. No obstante, el conjunto de Ibaraki terminó participando en la temporada 2009 de la ACL tras ganar el título de J. League en 2008.
Tres cambios importantes fueron implementados a partir de 2009. En primer lugar, a partir de esa temporada, cuatro clubes clasificaron a la Liga de Campeones de la AFC. En segundo lugar, el número de descendidos aumentó a tres. Finalmente, el cupo del Jugador AFC se implementó a partir de este año. Cada equipo podía tener un total de cuatro jugadores extranjeros; sin embargo, un lugar estaba reservado para un futbolista que fuera oriundo de un país de AFC sin contar a Japón. No ocurrió ningún cambio importante en la Division 1 de J. League, ya que el número de clubes se mantuvo en 18.
En 2015, el sistema J. League se convirtió en un formato de tres fases. El año se dividía en primera y segunda etapas de liga, seguido de una tercera y última etapa de campeonato. La tercera instancia estaba compuesta por el mejor de la tabla de posiciones anual, y hasta otros cuatro equipos. Estos cuatro conjuntos adicionales eran los siguientes: segundo y tercer equipos de la tabla acumulada junto con los campeones de cada etapa. Estos cinco equipos luego tomaban parte en una fase de play-off de campeonato para decidir al ganador de la liga.
En 2017, el formato de todos contra todos regresó debido a una reacción negativa de los fanáticos y a un fracaso para atraer a espectadores casuales.

## Posición en la pirámide de fútbol de Japón
| Nivel(es) | Liga(s)/Division(es)                    |
| --------- | --------------------------------------- |
| I         | J1 League 18 clubes (20 temporada 2024) |
| II        | J2 League 22 clubes (20 temporada 2024) |
| III       | J3 League 20 clubes                     |

Desde el inicio de la segunda división en 1999, la promoción y el descenso siguen un patrón similar a las ligas europeas, donde los dos últimos equipos de J1 y los dos primeros clubes de J2 están garantizados para moverse de una categoría a otra. De la temporada 2004 a 2008, el tercer posicionado de la J2 entraba en la Serie de ascenso/descenso contra el decimosexto puesto de la J1, cuyo ganador tenía derecho a jugar en la primera división del año siguiente. A partir de la temporada 2009, los tres mejores equipos de la J2 ascendían a Primera División en lugar de los tres clubes colistas de la J1. Sin embargo, la promoción o el derecho a jugar la ya desaparecida serie de promoción depende de que los clubes de J2 cumplan los requisitos para el estatus de franquicia J1 establecido por la liga. Esto generalmente no ha sido un obstáculo; de hecho, ningún club aún debe tener negado el ascenso debido a no cumplir con los criterios de J1.
Hasta la temporada 2004, la temporada de J1 se dividía en dos mitades, con una final de campeonato anual entre los ganadores de cada mitad (a excepción de la temporada 1996). Sin embargo, a partir de 2005, el formato de una sola temporada se adoptó cuando los cupos de Primera se ampliaron a 18 clubes. En la actualidad, 18 equipos compiten a ida y vuelta, de local y visitante. Desde la temporada 2008, los tres mejores conjuntos, junto con el ganador de la Copa del Emperador clasifican para la ACL del año siguiente. Si el campeón de la Copa del Emperador es uno de los tres primeros posicionados de la J1, el club en cuarto lugar recibe la última plaza. A partir de la temporada 2009, los tres últimos equipos descienden a la División 2 a fin de año. El formato de dos mitades volvió en 2015, pero fue abandonado de nuevo después de 2016.
A partir de 2012, la División 2 estableció los reducidos de ascenso para los clubes clasificados entre 3º y 6º puesto, de manera similar al EFL Championship en Inglaterra, la Serie B en Italia y la Segunda División en España. Sin embargo, las semifinales serían solamente a un partido y todos los encuentros que terminaran en empate permitirían al equipo clasificado en posición más alta avanzar o ser ascendido. En 2013 se estableció la J3 League, y aunque su campeón fue promovido automáticamente, el subcampeón tuvo que jugar una serie de ascenso/descenso hasta 2017.

## Campeones
| Año  | Campeones de J1     | Campeones de J2     | Campeones de J3                    |
| ---- | ------------------- | ------------------- | ---------------------------------- |
| 1993 | Verdy Kawasaki      | (Antigua JFL)       | (Antigua JFL II División)          |
| 1994 | Verdy Kawasaki      | (Antigua JFL)       | No hubo tercera categoría nacional |
| 1995 | Yokohama Marinos    | (Antigua JFL)       | No hubo tercera categoría nacional |
| 1996 | Kashima Antlers     | (Antigua JFL)       | No hubo tercera categoría nacional |
| 1997 | Júbilo Iwata        | (Antigua JFL)       | No hubo tercera categoría nacional |
| 1998 | Kashima Antlers     | (Antigua JFL)       | No hubo tercera categoría nacional |
| 1999 | Júbilo Iwata        | Kawasaki Frontale   | (Nueva JFL)                        |
| 2000 | Kashima Antlers     | Consadole Sapporo   | (Nueva JFL)                        |
| 2001 | Kashima Antlers     | Kyoto Purple Sanga  | (Nueva JFL)                        |
| 2002 | Júbilo Iwata        | Oita Trinita        | (Nueva JFL)                        |
| 2003 | Yokohama F. Marinos | Albirex Niigata     | (Nueva JFL)                        |
| 2004 | Yokohama F. Marinos | Kawasaki Frontale   | (Nueva JFL)                        |
| 2005 | Gamba Osaka         | Kyoto Purple Sanga  | (Nueva JFL)                        |
| 2006 | Urawa Red Diamonds  | Yokohama FC         | (Nueva JFL)                        |
| 2007 | Kashima Antlers     | Consadole Sapporo   | (Nueva JFL)                        |
| 2008 | Kashima Antlers     | Sanfrecce Hiroshima | (Nueva JFL)                        |
| 2009 | Kashima Antlers     | Vegalta Sendai      | (Nueva JFL)                        |
| 2010 | Nagoya Grampus      | Kashiwa Reysol      | (Nueva JFL)                        |
| 2011 | Kashiwa Reysol      | FC Tokyo            | (Nueva JFL)                        |
| 2012 | Sanfrecce Hiroshima | Ventforet Kofu      | (Nueva JFL)                        |
| 2013 | Sanfrecce Hiroshima | Gamba Osaka         | (Nueva JFL)                        |
| 2014 | Gamba Osaka         | Shonan Bellmare     | Zweigen Kanazawa                   |
| 2015 | Sanfrecce Hiroshima | Omiya Ardija        | Renofa Yamaguchi                   |
| 2016 | Kashima Antlers     | Consadole Sapporo   | Oita Trinita                       |
| 2017 | Kawasaki Frontale   | Shonan Bellmare     | Blaublitz Akita                    |
| 2018 | Kawasaki Frontale   | Matsumoto Yamaga    | FC Ryukyu                          |
| 2019 | Yokohama F. Marinos | Kashiwa Reysol      | Giravanz Kitakyushu                |
| 2020 | Kawasaki Frontale   | Tokushima Vortis    | Blaublitz Akita                    |
| 2021 | Kawasaki Frontale   | Júbilo Iwata        | Roasso Kumamoto                    |
| 2022 | Yokohama F. Marinos | Albirex Niigata     | Iwaki FC                           |
| 2023 | Vissel Kobe         | Machida Zelvia      | Ehime FC                           |

## Premios de la J. League
- Premio al Entrenador del Año
- Premio al Jugador Más Valioso
- Premio al Máximo goleador
- Premio al Novato del Año
- Premio Best XI

### Equipo 20º Aniversario
La J. League elaboró un once inicial con los jugadores más importantes de las primeras veinte temporadas de la J. League, coincidiendo con su vigésimo aniversario.
| Posición | Futbolista           |
| -------- | -------------------- |
| POR      | Yoshikatsu Kawaguchi |
| DEF      | Naoki Matsuda        |
| DEF      | Yuji Nakazawa        |
| DEF      | Masami Ihara         |
| MED      | Yasuhito Endō        |
| MED      | Hidetoshi Nakata     |
| MED      | Shunsuke Nakamura    |
| MED      | Hiroshi Nanami       |
| DEL      | Kazuyoshi Miura      |
| DEL      | Masashi Nakayama     |
| DEL      | Dragan Stojković     |